# Giáo hội Chính thống giáo Ukraina Tòa thượng phụ Kiev
Giáo hội Chính thống giáo Ukraine Tòa thượng phụ Kiev (tiếng Ukraina: Українська Православна Церква Київського Патрiархату) là một trong ba Giáo hội Chính thống giáo lớn ở Ukraina, hai giáo hội còn lại là Giáo hội Chính thống giáo Ukraina Tòa thượng phụ Moskva, và Giáo hội Chính thống giáo Ukraina Tự lập.
Giáo hội Chính thống giáo Ukraina Tòa thượng phụ Kiev được thành lập năm 1992, sau sự kiện Liên Xô tan rã, đây là một nỗ lực của giới Chính thống giáo ở Ukraina trong việc muốn thoát khỏi sự phụ thuộc Tòa thượng phụ Moskva và toàn nước Nga. Người lãnh đạo giáo hội này đầu tiên và cũng là đương nhiệm là Thượng phụ Filaret (Denysenko), nhậm chức năm 1995, nhà thờ chính tòa của giáo hội này là Nhà thờ chính tòa Thánh Volodymyr tại Kiev, thủ đô của Ukraina. Chính vì sự thành lập giáo hội này bị Giáo hội Chính thống giáo Nga xem là li khai nên Thượng phụ Filaret bị rút phép thông công vào năm 1997, nhưng công đồng Giáo hội Chính thống giáo Ukraina Tòa thượng phụ Kiev không nhận hành động đó. Một cuộc thăm dò do hồi tháng 4 năm 2014 cho thấy có khoảng 22,4% dân số Ukraina thuộc Giáo hội Chính thống giáo Ukraina Tòa thượng phụ Kiev.